# Partecipanti al Giro di Germania 2023
Elenco dei partecipanti al Giro di Germania 2023.
Il Giro di Germania 2023 è stato la trentasettesima edizione della corsa. Alla competizione presero parte 20 squadre: 10 con licenza UCI World Tour 2023, 6 UCI ProTeam e 4 UCI Continental Team. 
Partenza con 119 ciclisti accreditati.

## Corridori per squadra
Nota: R ritirato, NP non partito, FT fuori tempo, SQ squalificato
| UAE Team Emirates        | UAE Team Emirates        | UAE Team Emirates        | Bahrain Victorious         | Bahrain Victorious         | Bahrain Victorious         | Movistar Team          | Movistar Team          | Movistar Team          |
| ------------------------ | ------------------------ | ------------------------ | -------------------------- | -------------------------- | -------------------------- | ---------------------- | ---------------------- | ---------------------- |
| N°                       | Ciclista                 | Clas.                    | N°                         | Ciclista                   | Clas.                      | N°                     | Ciclista               | Clas.                  |
| 1                        | Pascal Ackermann         | 69°                      | 11                         | Pello Bilbao               | 11°                        | 21                     | Alex Aranburu          | 5°                     |
| 2                        | George Bennett           | 40°                      | 12                         | Yukiya Arashiro            | 82°                        | 22                     | Abner González         | 50°                    |
| 3                        | Felix Großschartner      | 2°                       | 13                         | Nikias Arndt               | 34°                        | 23                     | Juri Hollmann          | 27°                    |
| 4                        | Vegard Stake Laengen     | 41°                      | 14                         | Phil Bauhaus               | 67°                        | 24                     | Gregor Mühlberger      | 37°                    |
| 5                        | Brandon McNulty          | 12°                      | 15                         | Rainer Kepplinger          | 32°                        | 25                     | Sergio Samitier        | R 1ª                   |
| 6                        | Diego Ulissi             | 14°                      | 16                         | Cameron Scott              | 95°                        | 26                     | Iván Sosa              | 59°                    |
| Bora-Hansgrohe           | Bora-Hansgrohe           | Bora-Hansgrohe           | Lidl-Trek                  | Lidl-Trek                  | Lidl-Trek                  | Soudal Quick-Step      | Soudal Quick-Step      | Soudal Quick-Step      |
| N°                       | Ciclista                 | Clas.                    | N°                         | Ciclista                   | Clas.                      | N°                     | Ciclista               | Clas.                  |
| 31                       | Nils Politt              | 9°                       | 41                         | Mads Pedersen              | 77°                        | 51                     | Dries Devenyns         | 45°                    |
| 32                       | Sam Bennett              | 61°                      | 42                         | Nils Aebersold             | 79°                        | 52                     | Mauro Schmid           | 57°                    |
| 33                       | Patrick Gamper           | 38°                      | 43                         | Dario Cataldo              | 102°                       | 53                     | Jannik Steimle         | 62°                    |
| 34                       | Marco Haller             | 29°                      | 44                         | Alex Kirsch                | 21°                        | 54                     | Martin Svrček          | 47°                    |
| 35                       | Max Schachmann           | 35°                      | 45                         | Natnael Tesfatsion         | 30°                        | 55                     | Ilan Van Wilder        | 1°                     |
| 36                       | Danny van Poppel         | 3°                       | 46                         | Mathias Vacek              | 13°                        | 56                     | Ethan Vernon           | 53°                    |
| Israel-Premier Tech      | Israel-Premier Tech      | Israel-Premier Tech      | Lotto Dstny                | Lotto Dstny                | Lotto Dstny                | Ineos Grenadiers       | Ineos Grenadiers       | Ineos Grenadiers       |
| N°                       | Ciclista                 | Clas.                    | N°                         | Ciclista                   | Clas.                      | N°                     | Ciclista               | Clas.                  |
| 61                       | Simon Clarke             | 68°                      | 71                         | Mathijs Paasschens         | 36°                        | 81                     | Ethan Hayter           | 81°                    |
| 62                       | Jakob Fuglsang           | 25°                      | 72                         | Arjen Livyns               | NP2ª                       | 82                     | Salvatore Puccio       | 70°                    |
| 63                       | Mason Hollyman           | 56°                      | 73                         | Michael Schwarzmann        | 80°                        | 83                     | Brandon Rivera         | 46°                    |
| 64                       | Nick Schultz             | 31°                      | 74                         | Rüdiger Selig              | 97°                        | 84                     | Luke Rowe              | 84°                    |
| 65                       | Dylan Teuns              | 10°                      | 75                         | Harry Sweeny               | NP2ª                       | 85                     | Pavel Sivakov          | 4°                     |
| 66                       | Rick Zabel               | 73°                      | 76                         | Harm Vanhoucke             | 72°                        |                        |                        |                        |
| Intermarché-Circus-Wanty | Intermarché-Circus-Wanty | Intermarché-Circus-Wanty | Uno-X Pro Cycling Team     | Uno-X Pro Cycling Team     | Uno-X Pro Cycling Team     | Alpecin-Deceuninck     | Alpecin-Deceuninck     | Alpecin-Deceuninck     |
| N°                       | Ciclista                 | Clas.                    | N°                         | Ciclista                   | Clas.                      | N°                     | Ciclista               | Clas.                  |
| 91                       | Georg Zimmermann         | 17°                      | 101                        | Alexander Kristoff         | NP1ª                       | 111                    | Quinten Hermans        | 8°                     |
| 92                       | Lilian Calmejane         | 15°                      | 102                        | Jonas Abrahamsen           | 42°                        | 112                    | Nicola Conci           | 28°                    |
| 93                       | Laurens Huys             | 48°                      | 103                        | Anders Johannessen         | 39°                        | 113                    | Michael Gogl           | 51°                    |
| 94                       | Madis Mihkels            | 44°                      | 104                        | Jacob Hindsgaul            | 92°                        | 114                    | Timo Kielich           | NP3ª                   |
| 95                       | Simone Petilli           | R 2ª                     | 105                        | Erik Resell                | NP2ª                       | 115                    | Alexander Krieger      | NP4ª                   |
| 96                       | Adrien Petit             | 78°                      | 106                        | Rasmus Tiller              | 7°                         | 116                    | Oscar Riesebeek        | 76°                    |
| Team DSM-Firmenich       | Team DSM-Firmenich       | Team DSM-Firmenich       | TotalEnergies              | TotalEnergies              | TotalEnergies              | Tudor Pro Cycling Team | Tudor Pro Cycling Team | Tudor Pro Cycling Team |
| N°                       | Ciclista                 | Clas.                    | N°                         | Ciclista                   | Clas.                      | N°                     | Ciclista               | Clas.                  |
| 121                      | Florian Stork            | 19°                      | 131                        | Mathieu Burgaudeau         | 18°                        | 141                    | Arvid de Kleijn        | 93°                    |
| 122                      | Patrick Eddy             | NP4ª                     | 132                        | Fabien Grellier            | 55°                        | 142                    | Nils Brun              | 54°                    |
| 123                      | Jonas Hvideberg          | 60°                      | 133                        | Émilien Jeannière          | 49°                        | 143                    | Miká Heming            | 64°                    |
| 124                      | Marius Mayrhofer         | 52°                      | 134                        | Julien Simon               | 33°                        | 144                    | Rick Pluimers          | 26°                    |
| 125                      | Frank van den Broek      | 16°                      | 135                        | Anthony Turgis             | 43°                        | 145                    | Séb. Reichenbach       | 20°                    |
| 126                      | Kevin Vermaerke          | 6°                       | 136                        | Mattéo Vercher             | 24°                        | 146                    | Maikel Zijlaard        | 94°                    |
| Q36.5 Pro Cycling Team   | Q36.5 Pro Cycling Team   | Q36.5 Pro Cycling Team   | Saris Rouvy Sauerland Team | Saris Rouvy Sauerland Team | Saris Rouvy Sauerland Team | Bike Aid               | Bike Aid               | Bike Aid               |
| N°                       | Ciclista                 | Clas.                    | N°                         | Ciclista                   | Clas.                      | N°                     | Ciclista               | Clas.                  |
| 151                      | Gianluca Brambilla       | 23°                      | 161                        | Dominik Bauer              | 107°                       | 171                    | Dawit Yemane           | 65°                    |
| 152                      | Corey Davis              | 74°                      | 162                        | Julian Borresch            | 83°                        | 172                    | Vinzent Dorn           | 22°                    |
| 153                      | Matteo Moschetti         | 96°                      | 163                        | Silas Köch                 | 91°                        | 173                    | Pirmin Eisenbarth      | 99°                    |
| 154                      | Nicolò Parisini          | 71°                      | 164                        | Jonathan Rottmann          | 104°                       | 174                    | Oliver Mattheis        | 63°                    |
| 155                      | Antonio Puppio           | 103°                     | 165                        | Jan Temmen                 | 89°                        | 175                    | Philip Meiser          | 101°                   |
| 156                      | Nickolas Zukowsky        | NP3ª                     | 166                        | Lennart Voege              | 88°                        | 176                    | Jasper Levi Pahlke     | 106°                   |
| P&S Benotti              | P&S Benotti              | P&S Benotti              | Rad-Net Oßwald             | Rad-Net Oßwald             | Rad-Net Oßwald             |                        |                        |                        |
| N°                       | Ciclista                 | Clas.                    | N°                         | Ciclista                   | Clas.                      |                        |                        |                        |
| 181                      | Tobias Nolde             | 85°                      | 191                        | Vincent John               | 86°                        |                        |                        |                        |
| 182                      | Anton Albrecht           | 75°                      | 192                        | Tobias Buck-Gramcko        | 108°                       |                        |                        |                        |
| 183                      | Albert Gathemann         | 100°                     | 193                        | Moritz Czasa               | 105°                       |                        |                        |                        |
| 184                      | Jannis Peter             | 58°                      | 194                        | Philipp Gebhardt           | R 4ª                       |                        |                        |                        |
| 185                      | Dominik Röber            | 66°                      | 195                        | Luca Martin                | 90°                        |                        |                        |                        |
| 186                      | Luke Wilk                | 87°                      | 196                        | Theo Reinhardt             | 98°                        |                        |                        |                        |